# Udmurts
Els Udmurts són un poble que parla udmurt. Al llarg de la història han estat coneguts pels russos com a Chud Otyatskaya (чудь отяцкая), Otyaks, o Votyaks (el nom més conegut), i en tàtar com a Ar.
Viuen a l'àrea entre els rius Viatka/Vatka i Kama/Kam. Segons el cens del 1989 eren 747.000 a l'antiga URSS, dels quals el 82,5% parlen la llengua materna. El 66% dels udmurts viuen a la seva república, on, paradoxalment, només són el 31% de la població, i el 92,5% viu en àrees rurals. I el nombre d'udmurts que viu fora de la república ha augmentat del 23,8% el 1959 al 33,5% el 1989. Té un índex de creixement força baix. També n'hi ha al krai de Perm, Tatarstan, Baixkortostan, óblast de Kírov i Mari El.

## Distribució
| Territori            | Nombre  | Any  | Percentatge |
| -------------------- | ------- | ---- | ----------- |
| Udmúrtia             | 460 584 | 2002 | 29,3%       |
| Krai de Perm         | 26 471  | 2002 | 0,9%        |
| Tatarstan            | 24 207  | 2002 | 0,6%        |
| Baixkortostan        | 22 625  | 2002 | 0,6%        |
| Óblast de Kírov      | 17 952  | 2002 | 1,2%        |
| Óblast de Sverdlovsk | 17 930  | 2002 | 0,4%        |
| Rússia               | 636 906 | 2002 | 0,4%        |
| Ucraïna              | 4 712   | 2001 | 0,01%       |

## Història

### Orígens
Les primeres entitats tribals udmurts es formaren entre els segles IV i IX, a la regió entre els rius Kama i Viatka, i se'ls considerava avantpassats directes dels actuals udmurts. Hi arribaren procedents del territori entre Kostromà i Vologda fins al llac Ladoga, però hi foren expulsats pels russos i maris. Els russos els anomenaren votiacs, arsk o aris, però ells s'anomenaven uds (homes).
Vivien a cabanes mig excavades a terra a l'hivern, i en bararques de planxes de bedoll a l'estiu, situades als marges dels rius i a l'entrada dels boscos. Caçaven o pescaven amb xarxes i nanses als rius, però no eren ramaders, feien pa de sègol i eren bons teixidors, alhora que considerats els agricultors més diligents de la regió del Volga, tallant els àlbers i cremant els boscos, arant-lo després. Les dones feien gerres de fang sense torn, i els cases tenien sostre punxegut, tripartites, amb dues cambres laterals, una cuina en forma de campana isolada i amb un reservat per al culte pagà dels avantpassats i una mena de sauna. La planta era geomètrica, i segons la tradició, la casa era heretada pel fill petit, mentre que la resta dels béns no. Practicaven el guaret i elaboraven el kumisha, aiguardent de sègol.
La vestimenta masculina se sembla a la russa, amb calces a l'estil turc i abillaments d'escorça d'àlber; les dones portaven unes calces bufades a l'estil tàtar, així com camises de lli bellament guarnides amb motius rics, i el cap i coll guarnits amb collars de monedes. Llur societat era matriarcal, on la dona era lliure i tenia molts amants fins que es casava. La família era la base social i tenien bevlak (clans exogàmics). Antigament també eren polígams.
El kuz'o (cap de família) era escollit entre els membres del bevlak i s'organitzaven en mer (tribus) regides per un kenek (consell), antiga base política. Els l'eren els individus amb un mateix avantpassat. Com a divisió política vivien en karys (fortaleses) organitzades en dorogis (districtes), i utilitzaven com a moneda les pells d'esquirol (de fet, la paraula en el seu idioma per a moneda, kondon, vol dir "pell d'esquirol"). Traficaven amb peix i mel fins a l'Índia i Egipte.
Llur antiga religió es basava en el fet que gairebé tot tenia ànima, i creien en els murts (esperits antropomòrfics), els principals dels quals eren guid-murt (nan invisible que vigilava els cavalls), nules-murt (esperits familiars del bosc), vu-murt (esperit de les aigües), in-murt o inmak (déu principal que lluitava contra els shaitan o dimonis), muziem-mumi (terra mare) i shundi mumi (mare sòl). Endemés tenien els vorshud (ídols protectors del clan), així com tanga (tòtems). Sacrificaven animals i se'ls menjaven de seguida.
Tenien nombroses festivitats, que coincidien amb les cristianes, però es remuntaven a tradicions indoeuropees referents a la llavor i la collita, la primavera i els difunts, cos que dona lloc a una rica tradició oral. També tenien una especial dedicació al culte a les aus, i alguns boscos eren sagrats, àdhuc tancats amb porta. L'ofici de sacerdot era hereditari.
Entre els segles IX i XIV la població evolucionà vers l'agricultura i la ramaderia, amb una feudalització gradual deguda al fet que la majoria d'ells acabaren vivint en un kary. Durant els segles X i xii les tribus udmurts del baix Kama i Viatka restaren sota jurisdicció dels búlgars del Volga, i quan aquest regne va decaure, del 1236 al 1552 van formar part de l'Imperi Mongol de la Kizil Orda, i després del seu successor, el Kanat de Kazan. Per influència dels tàtars, intentaren islamitzar-los, però només ho aconseguiren amb un petit grup, els besserman.

### Incorporació a Rússia
El 1489 les terres dels udmurts en el mig i alt Viatka formaren part de la República de Nóvgorod, i després del Ducat de Moscòvia com a estat autònom. Pel 1552 els udmurts del Kama s'uniren de manera més o menys voluntària a Rússia, i pel 1558 tota Udmúrtia formava part de l'imperi dels tsars. Mantingueren llurs pròpies institucions socials i polítiques, com els ancians (töro) que convivien juntament amb els senyors feudals (eksei).
Aviat patiren explotació i espoliació per taxes. Una llegenda afirma que el senyor de la fortalesa d'Uzyakar, qui espremia els camperols, fou enfonsat en un pantà en una revolta. Les tradicions reflecteixen aparició de famílies amb lligams basats en tribus patriarcals, i la consegüent divisió de la terra comunal. Les disputes sobre terres es resolien en general pacíficament, amb competicions de llançament de grapats d'herba. Hi ha molts informes sobre les relacions amb els pobles veïns: amb els Mari (Por) des que s'assentaren ambdós a la regió entre els rius Volga i Vyatka, i amb els búlgars del Volga (Biger), tan aviat com van tenir contactes amb tàtars i amb russos. Llur lluita contra els enemics i l'ocupació estrangera era un tema del folklore popular molt usat, potser amb fets de temps molt avantpassats.
Llur inclusió en el fort estat centralitzat rus, però, va facilitar llur formació com a nacionalitat diferenciada. A finals del segle xvii, les terres dels udmurts del Nord, que formaven part del stan Karinsk del districte de Khlyanov, foren dividides en 5 doli (unitats tributàrio-administratives). Els del sud vivien als dorogi d'Arsk i Ziuri de la província de Kazan, on es dividien en sotnii (Centúries). Els càrrecs electius eren el doli i sotni, que es trobaven en mans dels aristòcrates udmurts i tàtars. El 1780, amb l'establiment de la Viatka Namestnichestvo a Udmúrtia, foren creats els districtes de Sarapul, Malmyzh, Elabuga, Glazov i part de Kai.
S'hi desenvolupà un sistema feudal colonial: el iasak (tribut) i els strelt’sy (deure de manteniment i lleva d'un cos de mosqueters), que barrejaren rendes feudals i taxes estatals. Des del segle xviii foren aconvertits a la religió ortodoxa, tot i que la majoria mantingueren la religió animista. El 1724 introduïren l'impost de capitació, i la majoria dels camperols udmurts esdevingueren vassalls de l'estat. L'increment de l'explotació feudal provocà que molts pagesos s'unissin a les revoltes baixkirs del 1662-1664, i a la Guerra Camperola del 1670-1671, dirigida per Stenka Razin.
A mitjans del segle xviii s'inicià la indústria metal·lúrgica amb la fundació de la planta de fosa de coure de Bemyzh, així com les ferreries de Pudem, Kambar i Kama (Ijevsk i Votkinsk). Milers de pagesos de l'estat foren obligats a treballar-hi, i es talaren nombrosos boscos dels voltants. Els establiments industrials també esdevingueren centres comercials, i alhora s'incrementà la immigració russa, ja iniciada en el segle xiii. El 1756 es fundà la foneria de coure Bemyzhski i després les de ferro a Pudemski, Votkinski (1759), Izhevski (1760) i Kambarski (1761). El 1775 es publicà a Sant Petersburg, anònima, la primera gramàtica udmurt, que proposava un sistema d'escriptura basat en l'alfabet ciríl·lic. Els pagesos udmurts també donaren suport a la revolta camperola de Pugatxov del 1773-1775 a causa de la política de cristianització forçada que volia dur a terme el bisbe de Kazan.
Durant la primera meitat del segle xix cresqué el rol de la indústria i el comerç a Udmúrtia. S'incrementaren els tributs i les obligacions, i s'intensificà la política d'opressió nacional, alhora que prevalien unes condicions laborals dures a les indústries. A causa d'aquests i d'altres factors, molts pagesos udmurts rebutjaren treballar a les indústries o pagar les taxes, de manera que iniciaren revoltes.
Durant els anys 1861-1866, la servitud fou abolida a Udmúrtia, tot creant les condicions per al desenvolupament del capitalisme. S'incrementaren les indústries de factories i petits tallers, es desenvolupà la navegació fluvial i es construí el ferrocarril Perm-Kotlas. A finals del segle xix hi havia 30 plantes i factories, amb un total de 12.000 treballadors, uns 50.000 artesans i desenes de milers de treballadors temporals.
Entre el 1892 al 1896 es produí l'afer Multan, quan a Stari Multan (districte de Malmyzh, Viatka), un grup d'udmurts foren acusats de fer sacrificis humans a déus pagans: 10 foren detinguts i penjats de la forca a Malmyzh el 1894 i 17 més foren condemnats a treballs forçats. El juny del 1896 els acusats foren absolts mercè els oficis de V. G. Korolenko i A. F. Kori.
El 1902-1903 s'organitzaren els primers nuclis socialdemòcrates, de manera que el novembre del 1905 s'organitzà el Soviet de Representants de Treballadors a Ijevsk. Alhora, el 1906 esclatà una revolta de pagesos udmurts a Novyi Multan que fou suprimida pels soldats russos. Hi destacaren els udmurts bolxevics I. A: Nagovitsyn i M. P. Prokopiev.